# Paul Henderson (żeglarz)
Paul Franklin Henderson (ur. 17 listopada 1934 w Toronto) – kanadyjski żeglarz, działacz sportowy.
Z wykształcenia inżynier, jest właścicielem przedsiębiorstwa inżynieryjnego. Startował jako żeglarz w igrzyskach olimpijskich w 1964 (w klasie Latający Holender) i 1968 (w klasie Finn); na kolejnych igrzyskach (Monachium 1972) trener reprezentacji żeglarzy kanadyjskich. W ciągu kariery zawodniczej zdobył tytuł mistrza świata (w klasie 14 Foot Dinghy, 1959) oraz wicemistrza świata (Latający Holender, 1962), a także 12 tytułów mistrza Kanady, 5 tytułów mistrza USA i 3 tytuły mistrza Ameryki Północnej.
W latach 1978–1994 był wiceprezesem Międzynarodowej Federacji Żeglarskiej (ISAF), 1994–2004 prezes ISAF. Od 2000 reprezentuje Kanadę w Międzynarodowym Komitecie Olimpijskim. Honorowy komandor Królewskiego Kanadyjskiego Yacht Clubu.